# Portugiesischer Real

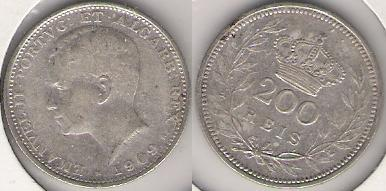
200-Réis-Münze

Der Portugiesische Real (Mehrzahl Réis) war eine historische Währungseinheit in Portugal.

## Geschichte
Der Real wurde unter König Peter I. (D. Pedro I) (1357–1367)  eingeführt.
Der Real Branco löste 1433 zum Anfang der Herrschaft von König Eduard I. (D. Duarte I) den unter König Dionysius (D. Dinis) (1279–1325) eingeführten Tornês als Standardwährung ab.
Vom 15. bis 19. Jahrhundert wurde der Wert des  zunächst als Gold-, dann als Silbermünze ausgeprägten Cruzado stets in einem festen Verhältnis zum Real festgelegt. Ab 1517 etwa hatte ein Cruzado den Wert von 400 Réis.
Der Real wurde am 26. Mai 1911 durch den Escudo abgelöst. Der Wechselkurs wurde auf 1 : 1000 Réis festgelegt.
100 Réis nannte man einen Tostão (Mehrzahl Tostões). Der Name überlebte die Einführung des Escudos als Bezeichnung für zehn Centavos und als halber Tostão für fünf Centavos. Die 2,5-Escudo-Münze nannte man 25 Tostões.